# カップ＝ダイユ
カップ＝ダイユ （Cap-d'Ail、オック語ニース方言:Caup d'Alh）は、フランス、プロヴァンス＝アルプ＝コート・ダジュール地域圏、アルプ＝マリティーム県のコミューン。
モナコの西側国境と接している。コミューンの名は、アイユ岬からとられている。

## 地理
カップ＝ダイユのビーチは、その自然と海岸の狭い道で有名で、典型的な地中海性の植物で囲まれている。モナコ周辺の急峻な地形特性を持つ。モナコの象徴たる山テト・ド・シアン（fr）からマラのビーチの荒々しい入江までの急斜面を垂直に下り、コミューンを下にのぞむ。
まちにはRD6098と、北を走るRD6007の2本の道路がある。海に面して、海岸通路があり、マラのビーチやマラルケのビーチに達する3600mの道としてかつてつくられた。
カップ＝ダイユにはベルエポック時代の豪奢な別荘が立ち並び、20世紀初頭には多くのセレブリティーが集まっていた。

## 歴史
カップ＝ダイユはかつてラ・テュルビー＝シュル＝メール（現在のラ・テュルビー）の一部であった。1904年にボーソレイユが分離し、1908年にはカップ＝ダイユが分離してコミューンとなった。
第二次世界大戦中、カップ＝ダイユが連合国側によって解放されたのは1944年9月3日であった。

## 人口統計
| 1968年 | 1975年 | 1982年 | 1990年 | 1999年 | 2006年 |
| ------ | ------ | ------ | ------ | ------ | ------ |
| 4200   | 4282   | 4402   | 4859   | 4532   | 4887   |

## ゆかりの人物
- ウィンストン・チャーチル - カップ＝ダイユ名誉市長
- リュミエール兄弟 - 別荘を持っていた
- ディディエ・デシャン - カップ＝ダイユ在住
- アンドレ・マルロー - 1941年に滞在

## 姉妹都市
- リモーネ・ピエモンテ、イタリア